# Gallio (Italia)
Gallio (Galio in veneto) è un comune italiano di 2 345 abitanti della provincia di Vicenza in Veneto, posto nella conca centrale dell'Altopiano dei Sette Comuni. Collocandosi ad un'altitudine di 1093 m s.l.m. è il più alto comune della provincia.
Gallio ha subìto durante la prima guerra mondiale, subito dopo la presa di Asiago (nella battaglia passata alla storia come Offensiva di Primavera), un terribile bombardamento che la rase quasi completamente al suolo.

## Origine del nome
La prima notizia riguardante l'attuale territorio comunale risale al 983, quando viene attestato il monte Longara. Per quanto riguarda più specificamente Gallio, nel 1162 è citata la terra que vocatur Galade.
La gran parte degli studiosi ritiene che il toponimo non sia di origine germanica, quindi la variante in cimbro Ghel o Ghelle non è altro che un adattamento. Secondo Dante Olivieri, che prende in considerazione la forma Galedum attestata nel 1261, deriva dal latino Galatus, da intendere come antroponimo. Simili le conclusioni di Giovan Battista Pellegrini e Maria Hornung, che tuttavia non escludono un legame con il personale Gallicus.
Per lo stesso Pellegrini, l'ipotesi che derivi dal tedesco gelb o dal cimbro ghel "giallo", da associare al colore delle argille attorno al torrente Ghelpach, va scartata, in quanto il nome del corso d'acqua in cimbro significa semplicemente "ruscello di Gallio" e non "ruscello giallo".
Altre ipotesi lo avvicinano al nome di un idolo germanico (Ghelle), il cui culto avveniva sul vicino colle dell'Ekele (Lockele, o Jochel, o Leckle), dove in seguito fu costruita la chiesa parrocchiale. Altrimenti (come per il comune di Gazzo in provincia di Padova), potrebbe derivare dal termine longobardo gahagium, cioè "terreno di proprietà recintato" o "terreno/bosco sacro"; si può ipotizzare che il termine abbia subito la trasformazione in gahaio, gagium, e far notare la corruzione del termine germanico nel latino gazium. I gazzi sarebbero perciò proprietà chiuse, terreni cintati secondo il sistema fondiario longobardo; l'equivalente germanico delle curtes romane, comprendenti non soltanto boschi, ma un complesso di terre e acque formanti quella unità economico-giuridica conosciuta nel basso impero romano con il nome di corte o villa;

## Storia

### Medioevo
Gallio è una località interessata dalle vicende umane e storiche che si svolsero tra l'XI secolo e il XIII secolo e dalle numerose proprietà che videro protagonisti i vari componenti della famiglia degli Ezzelini. Proprietà che furono certosinamente accertate, censite e documentate dopo la loro definitiva sconfitta avvenuta nel 1260.

### Prima Guerra mondiale
Il Comune di Gallio, come tutti gli altri comuni dell'Altopiano, è stato direttamente interessato dagli eventi della prima guerra mondiale. Nel 1916, durante la Südtiroloffensive, infatti, l'esercito austro-ungarico sfondò improvvisamente sul fronte trentino, portando l'esercito Italiano all'evacuazione della popolazione civile e al saccheggio del centro abitato. Il paese, abbandonato dagli austroungarici, tornò ad essere occupato dall'esercito imperiale dopo la seconda battaglia delle Melette.

## Amministrazione

### Referendum
Nel 2006 la popolazione degli otto comuni dell'Altopiano (Asiago, Conco, Enego, Foza, Gallio, Lusiana, Roana e Rotzo) votò a grande maggioranza (94%) a un referendum per il distacco del territorio dalla Regione Veneto e per la successiva aggregazione alla Regione Trentino-Alto Adige. L'anno seguente arrivò il parere negativo da parte sia della provincia di Bolzano che da quella di Trento, mentre il Parlamento, che doveva dare l'esito definitivo, non si espresse mai.

## Società

### Evoluzione demografica
Abitanti censiti

## Monumenti e luoghi di interesse

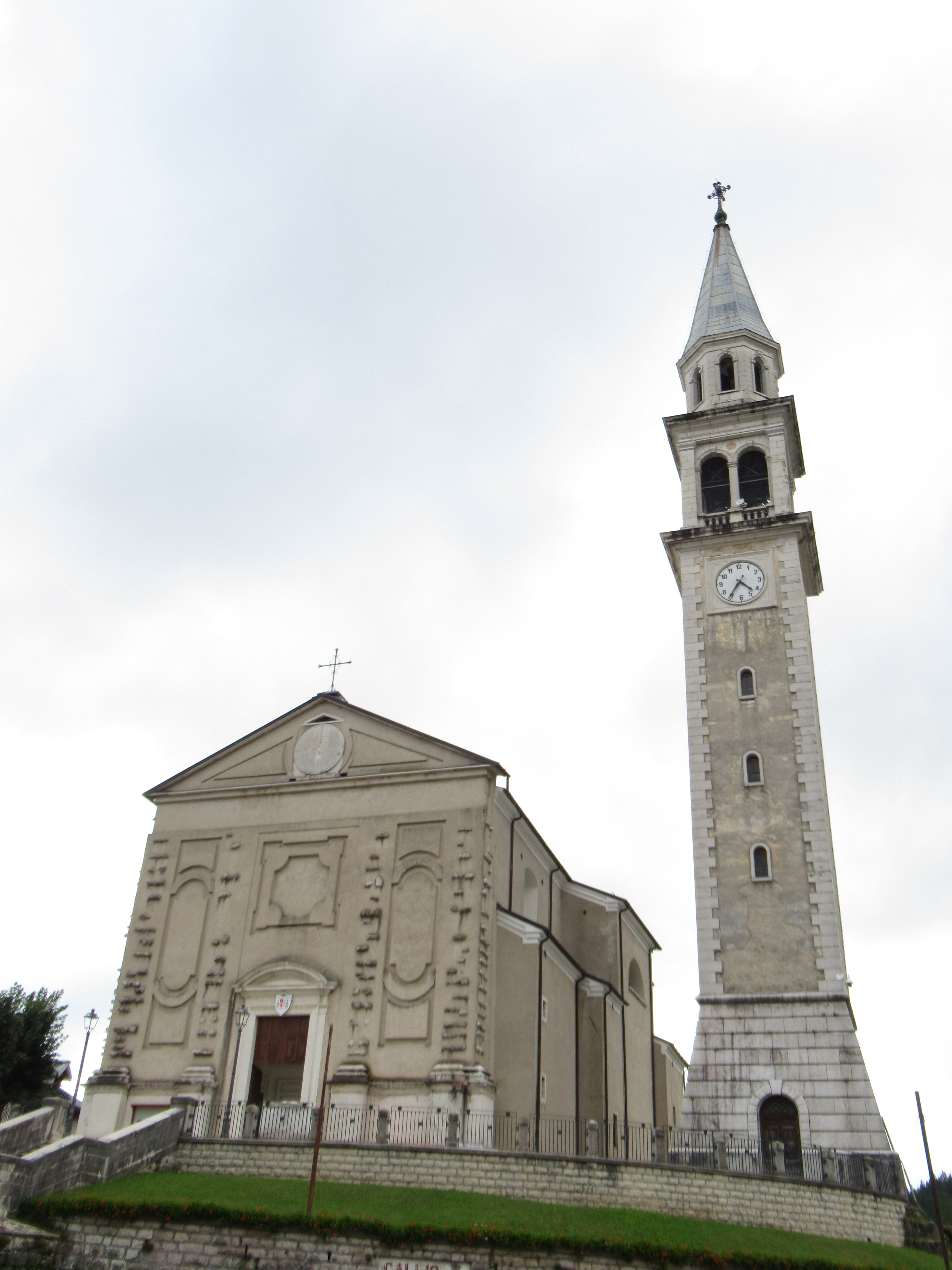
La chiesa parrocchiale

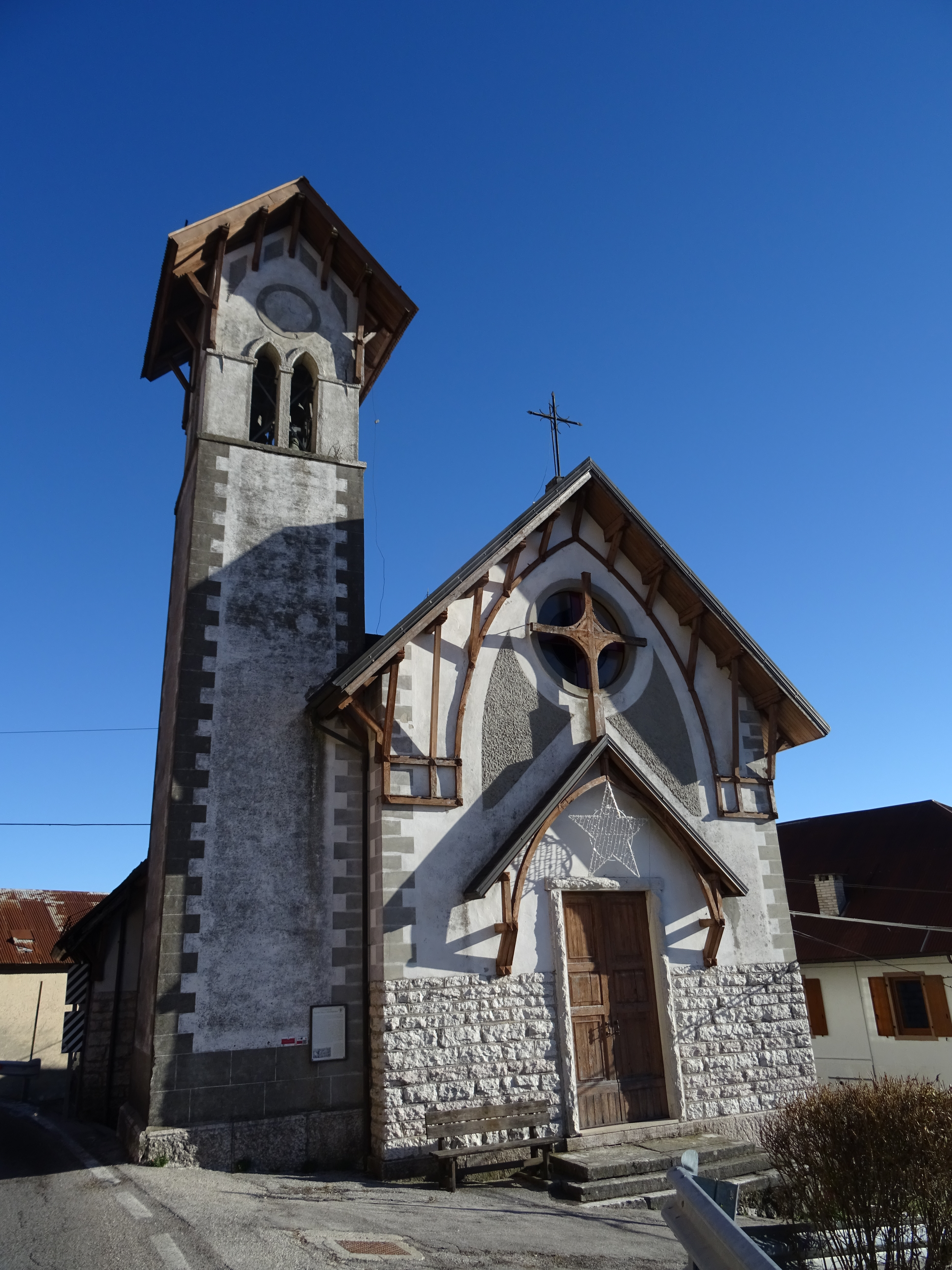
La chiesa della Campanella di Gallio

- Chiesa parrocchiale di San Bartolomeo
- Chiesa di San Giovanni Battista Decollato di Stoccareddo
- Chiesa della Campanella, dedicata a Santa Maria Maddalena
- Sacello della Madonna del Carmine
- Santuario della Madonna del Buso, detto anche Santuario della Beata Vergine del Caravaggio
- chiesa di Santa Maria delle Grazie, originariamente dedicata a San Rocco, contenente il monumento ai Caduti delle guerre mondiali
- chiesetta degli Alpini
- canyon del Buso, alla fine della val Frenzela
- Trampolino del Pakstall
- cippo del papa, dedicato a Papa Giovanni Paolo II
- monumento ai bersaglieri
- opifici della Covola del "sentiero dei mulini"

### Opifici della Covola
Gli opifici della Covola, in Val Frenzela, sono documentati fin dal Cinquecento. Erano alimentati dalla sorgente della Covola che ne muoveva le ruote idrauliche. Il ripido sentiero che segue il corso d'acqua fiancheggiando gli edifici è stato recuperato e valorizzato turisticamente come "sentiero dei mulini". Gli opifici, adibiti sia ad abitazione che ad attività artigianale e pre-industriale, furono in parte distrutti dai bombardamenti della prima guerra mondiale.
Tra le attività degli opifici attestate nei Catasti storici figurano:
- pila da scorza, che permetteva di recuperare il tannino dalla corteccia d'abete per usarlo per la concia delle pelli;
- mulino da grano e pila da orzo, per macinare il grano e l'orzo ed effettuare la pilatura;
- follatojo da panni, in cui avvenuva la follatura (o gualca o feltratura), un procedimento meccanico che dava ai tessuti di lana e feltro una consistenza morbida e maggiore leggerezza.

Tra gli edifici nei pressi della sorgente è presente anche la vecchia centrale idroelettrica realizzata nel 1917 dall'esercito italiano insieme alla stazione di pompaggio per portare l'acqua fino al monte Zebio. La sala della centrale lungo il sentiero è stata allestita con una piccola raccolta etnografica, visibile dall'esterno.

## Sport

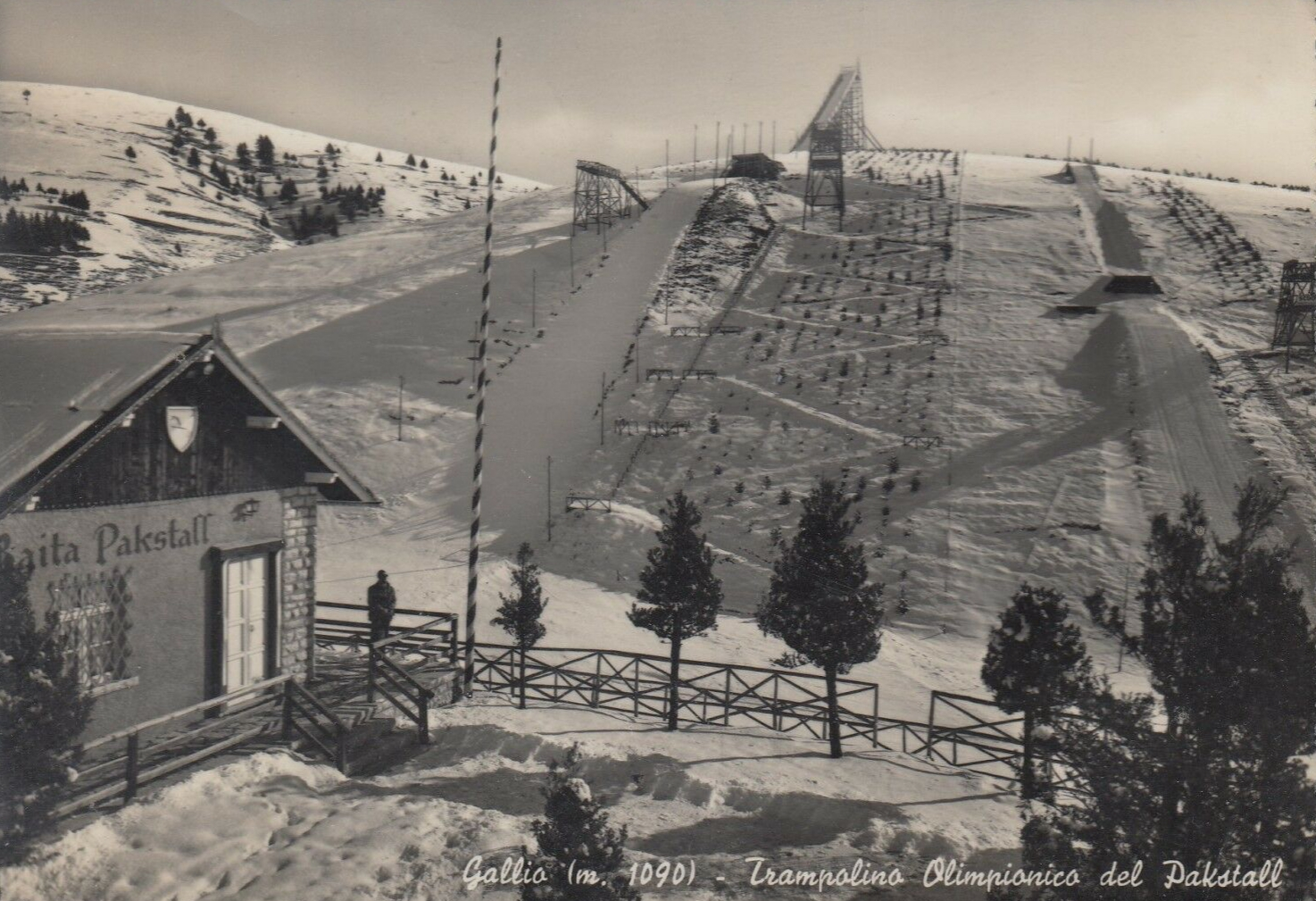
Cartolina dei trampolini del Pakstall

Gallio è una nota località per il turismo invernale (sci nordico, sci alpino e salto con gli sci) ed il turismo estivo (escursionismo, mountain bike).
Stazione sciistica attrezzata con i Trampolini del Pakstall, Gallio ha ospitato i Campionati mondiali juniores di sci nordico 1987 ed una tappa della Coppa del Mondo di salto con gli sci nel 1988. Il complesso dei trampolini, oltre che con l'HS 66 (punto K 60), è attrezzato anche con salti minori HS 33 con punto K 31 e HS 21 con punto K 20. Vi è la possibilità di utilizzarli sia nel periodo invernale che in quello estivo.
Nel suo comprensorio sono presenti dei centri fondo, tra i più importanti dell'Altopiano oltre che impianti per lo sci alpino (sulle Melette) che d'estate si trasformano invece in un bike park con un'apposita pista studiata per i praticanti del downhill.
Presso l'impianto di Busa Fonda invece esiste una pista del centro sportivo forestale che ospita gare di pattinaggio di velocità su ghiaccio, ice speedway, rally su ghiaccio e tiro a segno. La pista olimpica di Busa Fonda è l'unica pista naturale presente in Italia e, con il contributo dell'allenatore/tecnico Alessandro De Taddei, è stata la culla del campione Olimpico Enrico Fabris, vincitore di 3 medaglie (2 ori e 1 bronzo) alle Olimpiadi Invernali di Torino 2006.
D'estate il paese di Gallio è scelto come sede di ritiro estivo da squadre di calcio, in particolare, per dieci anni consecutivi, dal 2004 al 2013, è stato sede del ritiro estivo del Vicenza.

## Geografia antropica
Stoccareddo è l'unica frazione di Gallio.

### Contrade
Le contrade storiche incluse nel territorio comunale sono: Bertigo, Stellar, Leghen (Trojo), Xebbo, Ronchi Davanti, Ronchi di Dietro, Campanella, Xaibena (Xeibend).

## Cultura

### Eventi
- Mercatini di Natale: dalla metà di dicembre
- Raduno internazionale dei Baù: luglio - agosto a Stoccareddo
- Mercatini dell'antiquariato: a metà agosto dal 1983

## Economia
Il turismo invernale ed estivo è una delle attività prevalenti del comune.
Per secoli fu importante l'attività della conciatura, come attestano gli opifici della Covola.